# 카이어스
Kyuss는 미국의 록 밴드이다.